# Franz Karl von Werder
Pour les articles homonymes, voir Werder.
Franz Karl von Werder (né le 26 octobre 1788 à Magdebourg et mort le 30 juin 1869 à Potsdam) est un général prussien de l'infanterie et citoyen d'honneur de Cassel.

## Biographie

### Origine
Franz Karl est issu de la famille aristocratique brandebourgeoise von Werder (de). Ses parents sont le lieutenant, héritier de Brettin et Kleinwusterwitz et directeur des douanes à Magdebourg Johann Karl von Werder (1751-1808) et Christiane Auguste, née Rauchhaupt (de) de la maison Trebitz (1756-1829).

### Carrière militaire
Werder étudie à la maison des cadets de Berlin et, en 1806, est d'abord employé comme sergent dans le régiment de la Garde de l'armée prussienne, mais est promu Portepéefähnrich la même année. Dès 1807, il est promu sous-lieutenant au régiment à pied de la Garde avec un brevet de 1806. Depuis 1813, il est premier lieutenant et Adjudant du bataillon des fusiliers, il participe aux guerres napoléoniennes et combat à Lützen, devant Leipzig et à Paris, où il obtient la Croix de fer de 2e classe. En 1814, il est promu capitaine d'état-major et capitaine.
Après la guerre, il est promu major en 1818 et nommé commandant en 1825 pour diriger le bataillon d'entraînement d'infanterie. En 1828, Werder est nommé commandant de bataillonet agrégé au 1er régiment de la Garde. Il est décoré de la croix de service eut lieu en 1831, promu au grade de lieutenant-colonel en 1834 et la même année décoré de l'ordre de Sainte-Anne de 2e classe avec une couronne. De 1835 à 1841, il est commandant du 1er régiment à pied de la Garde, et reçoit également l'ordre de Sainte-Anne de 2e classe avec diamants en 1835. Il atteint le grade de colonel en 1836 et est honoré de l'Ordre de Saint-Vladimir de 3e classe en 1838. À partir de 1841, Werder est commandant de la 11e brigade d'infanterie, ce qui lui permet de conserver l'uniforme du 1er régiment de la Garde. De même, l'agrégation à cet effet est maintenue. L'année suivante de sa promotion au grade de général de division, en 1843, il se voit confier le commandement de la 1re brigade d'infanterie et devient commandant de Potsdam. En tant que commandant de la 12e division d'infanterie, Werder est impliquée dans la répression de la révolution à Berlin en 1848. La même année, il se voit confier les fonctions de commandant de Neisse. Werder atteint le rang de lieutenant général en 1849 et est relevé de ses fonctions en 1850 en tant que commandant de Neisse. En 1854, il devient le général commandant du 1er corps d'armée, reçoit l'ordre de l'Aigle rouge de 1re classe avec feuilles de chêne et diamants en 1856 à l'occasion de son prochain 50e anniversaire de service, et en 1857 il est promu général d'infanterie. La même année, il est placé à la suite dans le 1er régiment de la Garde.
Werder reçoit l'Ordre Alexandre Nevski en 1858 et, tout en conservant son poste de général commandant du 1er corps d'armée, est devenu le gouverneur militaire de la province de Prusse en 1859. En 1861, il reçoit la Grand-croix de l'Ordre impérial autrichien de Léopold et devient chevalier de l'Ordre de l'Aigle noir. Depuis 1861, il est également chef du 4e régiment de grenadiers. En 1863, il est relevé de son poste de général commandant du 1er corps d'armée, mais en tant que gouverneur militaire, il reçoit le commandement suprême des 1er, 2e, 5e et 6e corps d'armée. En 1864, il reçut à la fois l'Ordre de l'Aigle blanc et l'Ordre de Saint-André. La même année, il est démis de ses fonctions lorsqu'il reçoit la Croix de Grand Commandeur de l'Ordre de la Maison des Hohenzollern. En 1865, Werder est mis à disposition avec une pension, ce qui le laisse dans la position à la suite du 1er régiment de la Garde et à la tête du 4e régiment de grenadiers, ce qui l'oblige à porter les insignes de service actif précédents, ainsi qu'à mettre le nom royal et la couronne dans les épaulettes.
Après sa nomination au poste de gouverneur militaire ou de Gouverneur général de l'électorat de Hesse, la ville de Cassel lui décerne « en appréciation de vos mérites particuliers que vous avez gagnés au cours de votre activité dans une période mouvementée en allégeant le fardeau de la guerre et en sauvegardant les droits et intérêts de notre ville autour d'eux" Citoyenneté d'honneur " avec le souhait que cette attention continue soit d'autant plus nécessaire que la ville et le pays ne sont sans doute qu'au point de départ d'un développement qui est lié à de nombreuses épreuves associées d'urgence à l'atténuation et à la compensation. «  Le personnage de Franz von Werder est décrit comme jovial et amical. Il est chevalier honoraire de l'Ordre de Saint-Jean .

### Famille
Depuis 1816, il est marié à Friederike Sophie Wilhelmine Eleonore Amalie von Alvensleben (1797-1880) de la maison Hundisburg et a cinq filles et un fils avec elle, qui devent plus tard le général d'infanterie Bernhard von Werder.